# 上韩遗址
上韩遗址，位于山西省临汾市翼城县里砦镇上韩村西南，是一处古遗址，已列为山西省文物保护单位。
2021年8月4日，上韩遗址公布为第六批山西省文物保护单位，编号6-23，古遗址类，年代为夏、东周。